# くつろぎの宿 うみあかり
くつろぎの宿 うみあかり（くつろぎのやど うみあかり）は、富山県氷見市の氷見温泉郷にあるホテル（旅館）。鉄筋6階建ての建物で、株式会社うみあかりによって運営されている。

## 概要
氷見市小杉地区で鉱泉民宿を1966年（昭和41年）より営業していた経営者が民宿を売却した上で、1971年（昭和46年）に『氷見グランドホテル マイアミ』として創業。旧名称の由来は近くの宇波沖で操業する定置網が昔から「前網」（まいあみ）と呼ばれていたためである。『マイアミ』時代はホテルと旅館の融合をコンセプトとしていた。
完成当初は鉄筋3階建ての本館のみであったが、1982年（昭和57年）、中央部にレストラン『前網』を増築した。また、創業当初は温泉が無く、創業時と増築時に温泉の掘削を試みたが失敗しており、1986年（昭和61年）7月31日に、ようやく温泉を掘り当てている（岩井戸温泉）。
2011年（平成23年）10月の役員会で旅館の名称の変更が決まり、2012年（平成24年）4月1日、現在の名称に変更された。改名を機に従業員の制服や内装などを和風に改装し、和風旅館として新たな顧客の開拓を目指すとしている。
2016年（平成28年）3月、前運営会社の大光観光（旧会社法により会社清算済み）より現在の『株式会社うみあかり』に営業譲渡された。
また、2024年（令和6年）には、子会社として株式会社渡津海を設立、自社の企業再生の経験を元に、主にホテル・旅館業の企業再生および新規事業のコンサルティングサービス事業を立ち上げた。

## 施設
- 電気自動車用充電器有

## 温泉
- 本館の4階に展望大浴場と展望露天風呂がある。
- 男湯は漁火の湯、女湯は日の出の湯という。天気が良いと露天風呂から海越しに立山連峰を望むことができ、早朝には日の出を見ることができる。
- 別館の潮の香亭には岩風呂がある[9]。
- 岩井戸温泉にある2箇所の源泉のうち、1号井を本館、2号井を別館の潮の香亭で利用しており、泉質はいずれもナトリウム-塩化物塩泉である[10]。100％源泉かけ流しとなっている。